# Jean-Baptiste Le Pers
Jean-Baptiste Le Pers, né à Lille le 16 décembre 1675, mort en 1735 au Dondon, est un jésuite, auteur d'un manuscrit sur l'histoire de Saint-Domingue.

## Biographie
Il est entré dans un noviciat des jésuites en 1693 et termine ses études de théologie à Paris où il rencontre le père de Charlevoix.
La Cour s'inquiète de l'état des Missions et du personnel qui y exerce son apostolat. Le roi souhaite que les Jésuites reprennent des Missions. Ils ont déjà une Mission à l'île Saint-Christophe. Les Jésuites ont alors acceptèrent après que les Capucins avouent ne plus pouvoir fournir de nouveaux hommes pour assurer des missions évangéliques dans la mer des Antilles. Comme l'a écrit le Père Margatarrivé dans une Mission à Saint-Domingue en 1719, dans ses Lettres édifiantes et curieuses, « c'est une terre qui dévore ses habitants ». Il note que depuis l'arrivée des Jésuites à Saint-Domingue dans sa Mission jusqu'en 1743, 56 étaient morts.
Il doit faire partie de la première mission des Jésuites qui est arrivée à Les Cayes, près de Saint-Louis, sur l'île de Saint-Domingue, le 24 août 1704.
Le roi Louis XIV, par lettres patentes datées du 29 novembre 1704, autorise les Jésuites français à remplacer les Capucins dans la colonie de Saint-Domingue. 
Curé de Limonade en 1707, Jean-Baptiste Le Pers doit d'abord reconstruire l'église. Vers 1720, il a déjà reconstruit une dizaine d'églises.
En 1720, le Père de Charlevoix a fait un voyage au Canada pour écrire l'histoire des missions en Nouvelle-France. Dans son voyage de retour vers la France, il est par Cap-Français et l'île de Saint-Domingue en 1722. Le Père Le Pers lui a fait parvenir les cahiers qu'il avait rédigés sur l'histoire de l'île. Quelques cahiers s'étant égaré, il a dû les récrire et les envoyer en France. Le Père de Charlevoix les a reçu après le retour de son voyage à Rome où il était resté trois ans. Après avoir lu les cahiers, il a trouvé l'histoire suffisamment intéressante pour travailler sur la rédaction de l'histoire de l'île de Saint-Domingue à partir de ces notes et des dépôts des archives du roi. La publication a commencé en 1730-1731 à Paris, chez Guérin sous le titre Histoire de L’Isle Espagnole ou de S. Domingue. Une seconde édition en quatre volumes a paru à Amsterdam, en 1733.
Dans le livre sur l'histoire de Saint-Domingue écrit par le Père de Charlevoix, il s'est plaint que celui-ci est abrégé la description de l'île que contenaient ses cahiers. Ayant déjà pris des notes sur l'histoire naturelle, il a voulu aller plus loin mais n'ayant pas de connaissances dans cette science, il ne savait pas comment s'y prendre. Ayant lu les travaux de Joseph Pitton de Tournefort sur la botanique donnant une méthode, il s'est passionné pour cette science, pour herboriser, et a décidé d'écrire une histoire naturelle de l'île. Il avait alors près de 55 ans. Le Père Margat, qui l'a bien connu, a écrit qu'il a demandé à être nommé curé de Dondon parce que cette paroisse offrait des facilités pour faire ses recherches botaniques. Avec la permission de ses supérieurs, il a laissé ses manuscrits à M. Jean-Baptiste-René Pouppé Desportes, médecin et botaniste qui a publié en trois volumes Histoire des maladies à Saint-Domingue, en 1770, dans laquelle il se sert des observations du Père Le Pers dans le tome 3 sur le Traité ou Abrégé des plantes usuelles de S. Domingue qui le cite p. 48, 56.
Il est mort à 59 ans à Dondon, en 1735.

## Publications
Il n'a pas été l'auteur des livres cités ci-dessous, mais il a fourni des manuscrits qui ont permis de les écrire ;
- Pierre-François-Xavier de Charlevoix, Histoire de l'Isle Espagnole ou de S. Domingue écrite particulièrement sur des mémoires manuscrits du Père Jean-Baptiste Le Pers, jésuite, missionnaire à Saint-Domingue, et sur les pièces originales qui se conservent au Dépôt de la Marine, chez François L'Honoré, Amsterdam, 1733  tome 1, tome 2, tome 3, tome 4
- avec Pierre-Bernard Berthelot, La tragique histoire des flibustiers : histoire de Saint-Domingue et de l'île de la Tortue, repaires des flibustiers, écrite vers 1715 (lire en ligne)